# Louis Ier de Beaumont (comte de Lerín)
 (août 2024).
Louis Ier de Beaumont, né en 1412, mort en 1462, est un membre de la noblesse du royaume de Navarre.

## Biographie
Il est le fils ainé de Charles de Beaumont, porte-étendard du royaume de Navarre, et d’Anne de Curton, d’origine anglo-gasconne. Son père était un fils naturel de l’infant Louis de Navarre. Du fait de son origine il est élevé à la cour du roi Charles III à Olite.
En 1424 le roi le marie à sa fille naturelle Jeanne de Navarre, et suivant sa politique d’élevation de la noblesse navarraise, il attribue au couple le comté de Lerín, nouvellement créé pour l’occasion. Il est également autorisé à écarteler ses armes avec celles de la Navarre.

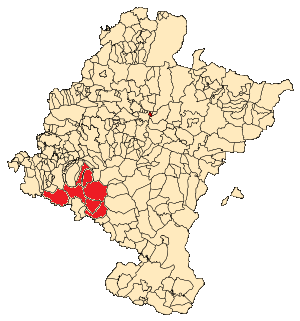
Domaines relevants du comté de Lerín (en rouge sur la carte de la Haute-Navarre)

En 1432 Louis succède à son père dans ses possessions navarraises et anglo-gasconnes. Il est également nommé à la tête de l’armée par la reine Blanche Ire avec le titre moderne de “Connétable de Navarre”.
Comme connétable il participe aux campagnes de 1432-1435, 1444 et 1448 (contre Jean II de Castille) et de 1438 (contre la menace des routiers de Villandrando en Gascogne). Du fait de ses possessions gasconnes il est également nommé par le roi Henri VI gouverneur de la Soule, territoire voisin immédiat du royaume de Navarre. Son frère Jean de Beaumont est également nommé gouverneur de Bayonne. En 1446, Louis obtient du roi d'Angleterre l’érection de la terre de Guiche en baronnie. Durant son gouvernement en Soule il organise l’assassinat du seigneur de Berterretche, du parti gramontais, événement tragique à l’origine d’une très célèbre chanson basque.
Proche du prince héritier Charles de Viane, il est indigné par l’attitude du roi consort Jean, veuf depuis 1441 de la reine Blanche Ire, qui non seulement conserve le trône aux dépens de son fils, mais en plus se remarie en 1447 avec Jeanne Enríquez, une noble castillane qui agit comme une reine.
Louis de Beaumont rassemble ouvertement autour de lui la noblesse navarraise opposée aux agissements du roi. Le roi est lui soutenu par la faction des “gramontais”.

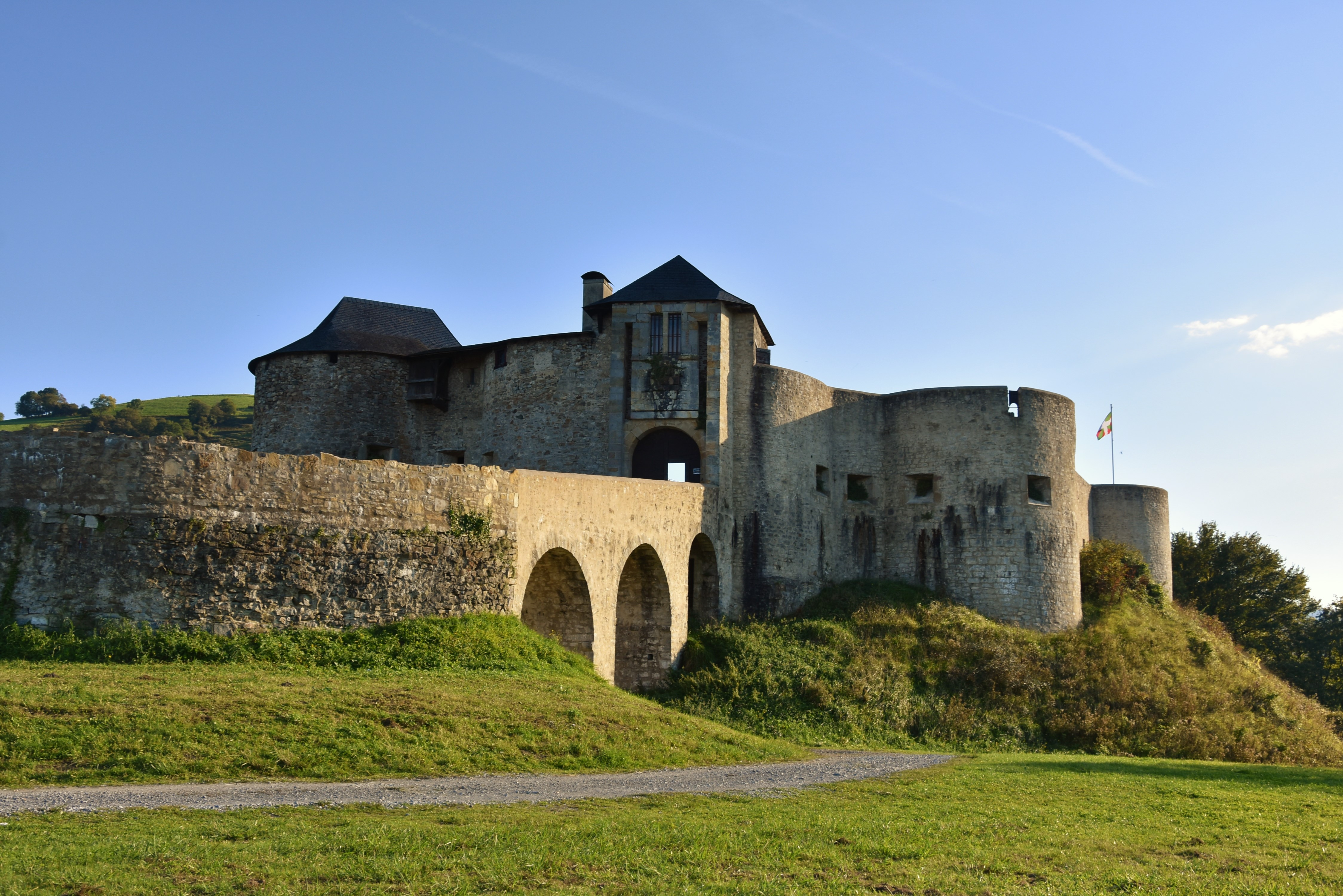
La forteresse de Mauléon

En représailles le roi laisse les mains libres à son gendre Gaston IV de Foix-Béarn, qui prend en 1449 l’initiative de conquérir sur les anglais la Soule et le Labourd, dont Louis de Beaumont et son frère Jean de Beaumont étaient les gouverneurs. Le roi en personne observe un temps les opérations depuis Saint-Palais, tandis que les gramontais secondent activement Gaston. Mauléon, place forte de la Soule, défendue par Louis de Beaumont capitule en septembre 1449. Le roi d’Angleterre considère cette capitulation comme une trahison et ordonne la confiscation des domaines bordelais de Louis de Beaumont (novembre 1449). Guiche (en février 1450) et Bayonne (en août 1451), défendues par Jean de Beaumont, tombent finalement à leur tour.
Cette campagne va être à l’origine de la haine implacable des Beaumont envers la maison de Foix qui accédera au trône de Navarre en 1479.
Vaincu en Gascogne, Louis de Beaumont retourne en Navarre où il incite fortement le prince de Viane à la rupture avec son père, ce qui déclenche la guerre civile en Navarre.
Le roi fait alors confisquer ses biens et lui retire le titre de connétable, qui est attribué à Pierre de Peralta (1451). Le prince et Louis de Beaumont sont vaincus et faits prisonniers peu après à la bataille d’Aibar en octobre 1451. Louis de Beaumont restera en captivité jusqu’en 1460. Cependant, son fils ainé Louis II de Beaumont le remplace tout ce temps comme chef du parti beaumontais.
À sa libération à la suite d'une entente entre le roi et le prince de Viane, Louis de Beaumont se retire en Castille où il meurt peu après à Madrid le 28 mai 1462.

## Mariage et descendance
Louis Ier de Beaumont avait épousé Jeanne de Navarre (1419-1456), fille naturelle du roi Charles III, d'oú :
- Louis II de Beaumont, comte de Lerín et connétable de Navarre ;
- Henri de Beaumont, archidiacre à Pampelune ;
- Charles d Beaumont, seigneur de Caparroso ;
- Jean de Beaumont, seigneur d’Arazuri ;
- Philippe de Beaumont, seigneur d’Etchalecu ;
- Thibaut de Beaumont ;
- Jeanne de Beaumont, mariée en 1457 à Jean II, baron de Luxe.

## Sources
- Jean de Jaurgain, Les Beaumont-Navarre: notes historiques et généalogiques, Paris, 1909
- Jon Andoni Fernández de Larrea Rojas, El precio de la sangre - Ejércitos y sociedad en Navarra durante la Baja Edad Media (1259-1450), Silex ediciones, Madrid, 2013